# Olga Antonovna Dobiaš-Rožděstvenskaja
Olga Antonovna Dobiaš-Rožděstvenskaja, rusky О́льга Анто́новна До́биаш-Рожде́ственская (19. května Juliánský kalendář / 31. května 1874 Gregoriánský kalendář Charkov –  30. srpna 1939 vesnice Bolšie Izory u Volosova v Leningradské oblasti), byla ruská historička, medievalistka a univerzitní profesorka.

## Život
Olga Dobiašová byla dcera učitele dějepisu českého původu Antonína Václava Dobiáše. Její bratr byl vědec a pedagog Alexandr Antonovič Dobiáš. V roce 1891 absolvovala se zlatou medailí dívčí střední školu v Nižynu.
Od roku 1895 studovala na petrohradských vyšších ženských kurzech (Bestuževského kurzy), na kterých historii vyučoval profesor Ivan Michailovič Grevs. V roce 1899 byla krátce vyloučena za účast na politických nepokojích, ale poté byla znovu přijata a absolvovala kurz téhož roku. Nějakou dobu dávala soukromé lekce. Od roku 1907 začala na pozvání Grevse učit na Bestuževského kurzech; od roku 1916 byla profesorkou.
V roce 1908 se provdala za fyzika a vysokoškolského učitele Dmitrije Sergejeviče Rožděstvenského. Ve stejném roce byla na doporučení Grevse poslána do Paříže studovat na École Nationale des Chartes na Sorbonně. Tam napsala svou disertační práci La vie paroissiale en France au XIII-e siècle ďaprès les actes episcopaux, kterou získala v roce 1911 doktorát na univerzitě v Paříži. Po návratu vyučovala na univerzitě v Petrohradě.Těžištěm jejího výzkumu a výuky byl západoevropský středověk se zvláštním zaměřením na křížové výpravy. V roce 1915 úspěšně obhájila ruskou magisterskou disertační práci „Církev ve Francii ve 13. století“, která vycházela z její francouzské disertační práce z roku 1911. To z ní udělalo první ženu v Rusku, která získala magisterský titul v obecné historii. U kadetů (Konstitučně demokratické strany) byla od konce roku 1916 do poloviny roku 1917, proto byla po Říjnové revoluci od srpna do září 1919 vězněna.
Po říjnové revoluci v roce 1918 obhájila svou dizertační práci„Kult svatého Michaela v latinském středověku 5.-8. století“ a byl ji udělen doktorát obecných dějin. Poté se stala doživotní profesorkou na univerzitě v Petrohradě (Leningradu) a v roce 1929 se stala první ženou, která se stala členkou korespondentkou Akademie věd SSSR. Kromě toho od roku 1922 až do své smrti pracovala v oddělení rukopisů Ruské národní knihovny.
Zemřela 30. srpna 1939 ve vesnici Bolšie Izory. Byla pohřbena na petrohradském hřbitově Volkovo u Literárních mostků.

## Dílo (výběr)
- «Церковное общество Франции в XIII веке» (Пг., 1914)
- «Культ Св. Михаила в латинском средневековье» (1917)
- «Эпоха Крестовых походов. Запад в крестоносном движении» (Пг., 1918)
- «Западная Европа в Средние века» (1920)
- «История письма в Средние века. Руководство к изучению латинской палеографии» (1923, 2-е изд. 1936, 3-е изд. 1987)
- «Западные паломничества в средние века» (Л., 1924)
- «Крестом и мечом. Приключения Ричарда І Львиное Сердце» (Л., 1925, переиздано М.: Наука, 1991)
- Les anciens manuscrits latins de la Bibliothèque Publique de Léningrad. — Léningrad, 1929—1965. Vol. 1-2;
- Histoire de l’atelier graphique de Corbie de 651 а̀ 830, rеflétée dans les corbeienses, leninopolitani. — Léningrad, 1934;
- «Культура западноевропейского средневековья: научное наследие» (М., 1987).